# 弗雷梅库尔
弗雷梅库尔（法語：Frémécourt，法語發音：[fʁemekuʁ] ⓘ）是法国法兰西岛大区瓦兹河谷省的一个市镇，属于蓬图瓦兹区。

## 地理
弗雷梅库尔（49°7'13"N, 2°0'2"E）面积4.28 平方千米，位于法国法蘭西島大區瓦兹河谷省，该省份为法国北部内陆省份，北起瓦兹省，西接厄尔省，南至塞纳-圣但尼省、上塞纳省和伊夫林省，东临塞纳-马恩省。
与弗雷梅库尔接壤的市镇（或旧市镇、城区）包括：马里讷、阿布莱日、布雷昂松、韦克桑地区科尔梅耶、桑特伊、于斯。

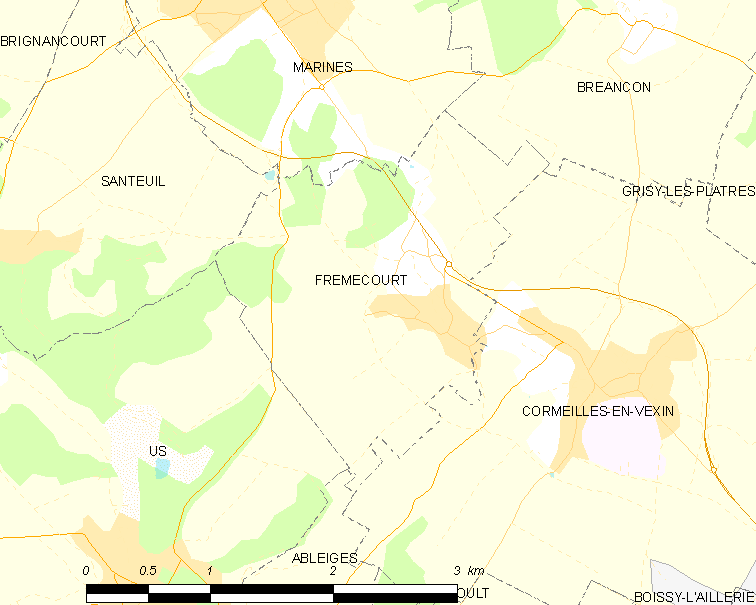
弗雷梅库尔的OSM定位图

弗雷梅库尔的时区为UTC+01:00、UTC+02:00（夏令时）。

## 行政
弗雷梅库尔的邮政编码为95830，INSEE市镇编码为95254。

## 政治
弗雷梅库尔所属的省级选区为蓬图瓦兹县。

## 人口

1962-2008年间弗雷梅库尔人口变化图示

弗雷梅库尔于2022年1月1日时的人口数量为535人。